# Mark O’Connor (Schriftsteller)

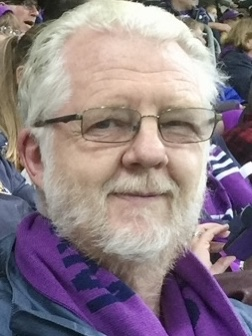
Mark O’Connor, 2015

Mark O’Connor (* 19. März 1945 in Melbourne) ist ein australischer Lyriker.
O’Connor studierte Anglistik an der Universität Melbourne und unterrichtete dann englische Literatur an der University of Western Australia und der Australian National University. Seine ersten Gedichte veröffentlichte er 1972. In der Folgezeit gewann er mehrere Preise, darunter den Biennial Poetry Australia International Prize (1973), den British Commonwealth Short Story Prize (1979), den Kenneth Allsop Memorial Award der London Times (1980), den Tom Collins Poetry Prize und den South Pacific ACLALS Short Story Prize (1983).
Von 1977 bis 1980 reiste er durch den Mittelmeerraum, insbesondere Griechenland und Italien. Als Writer-in-residence wirkte er 1983 u. a. an der James Cook University, der Monash University, der University of New South Wales und der Staatsbibliothek von New South Wales. 1984 und 1985 erhielt er ein Stipendium als Schreiber der Nationalparks von New South Wales. 1986 unternahm er im Auftrag der British National Poetry Society eine einmonatige Lesereise durch Großbritannien. Im Jahr 1987 war er Thomas Ramsay Science and Humanities Scholar am Museum of Victoria.
Seit 1988 lebt O’Connor in Canberra. Mit Judith Wright, Dorothy Green und Anne Edgeworth gründete er 1989 die Autorengruppe WESP. 1990 schuf er mit der Musikerin Judith Clingan den Canberra Song Cycle. Als Vertreter Australiens nahm er 1991 am World Congress of Poets teil. Weitere Auslandsaufenthalte hatte er im Rahmen bilateraler Austauschprogramme in China (1990) und Indien (1995). 1994 wurde er Humanities Research Fellow der University of Oregon, im Folgejahr Lyrikredakteur der Canberra Times. 2000 erhielt er den Auftrag, Gedichte zu den Olympischen Sommerspielen in Sydney zu schreiben. Im selben Jahr eröffnete er die jährliche Konferenz der Australian Association for the Teaching of English und war Ehrengast des Sydney Poetry Festival.

## Werke
- Reef Poems, 1976
- The Eating Tree, 1980
- Modern Australian Styles, 1982
- Words on Paper: An Introduction to Alphabetic Theory, 1983
- Fiesta of Men, 1983, 1984
- Poetry in Pictures: The Great Barrier Reef, 1986
- Selected Poems, 1986
- Two Centuries of Australian Poetry (Hrsg.), 1986, 1996
- Poetry of the Mountains, 1988
- The Ship Trans-Time, 1989
- The Great Forest, 1989
- Firestick Farming: New and Selected Poems 1972–90, 1990
- Nature of Australia, 1990
- This Tired Brown Land, 1998

## Weblink
- Website von Mark O’Connor